# Buccinidae
Buccinidae Rafinesque, 1815 è una famiglia di molluschi gasteropodi della sottoclasse Caenogastropoda.

## Descrizione
Questa sottofamiglia contiene alcuni dei più grandi gasteropodi esistenti che raggiungono fino a 260 mm di lunghezza, insieme a specie più piccole che non superano i 30 mm. Anche le forme variano molto all'interno della famiglia, con le specie più grandi che sono relativamente leggeri nel peso e a forma di fuso con un lungo canale, mentre le specie più piccole sono più robuste e con un breve canale. La scultura è variabile in tutta la famiglia, con forti pieghe assiali e forti nervature a spirale entrambe presenti; le varici sono assenti o mal definite in alcuni gruppi. È presente un sottile opercolo corneo che chiude l'apertura. L'opercolo ha un nucleo apicale o vicino al margine. I Buccinidae sono caratterizzati dall'avere una radula con 6 cuspidi sui denti rachidiani e 4 cuspidi sui denti laterali.
I reperti fossili di questa famiglia risalgono all'inizio del Cretaceo, mentre altre famiglie di neogasteropodi apparvero tra la fine
dal Cretaceo all'inizio del Paleogene, suggerendo che le prime famiglie rappresentino le prime propaggini dei neogasteropodi.
La famiglia è distribuita in tutto il mondo, dai poli all'equatore, e abita un'ampia varietà di ambienti, principalmente marini. Le specie più grandi sono presenti nella zona subtidale nei mari temperati e freddi del nord e del sud. Nell'emisfero settentrionale, il Buccinum undatum è la specie predominante nelle acque costiere poco profonde del Nord Atlantico, con Neptunea che si trova a nord nei mari artici. Nei mari temperati meridionali i grandi buccini del genere Penion si trovano in una situazione equivalente. Le specie più piccole dei tropici sono più comuni a livello intertidale, con solo pochi rappresentanti delle acque profonde.

## Tassonomia

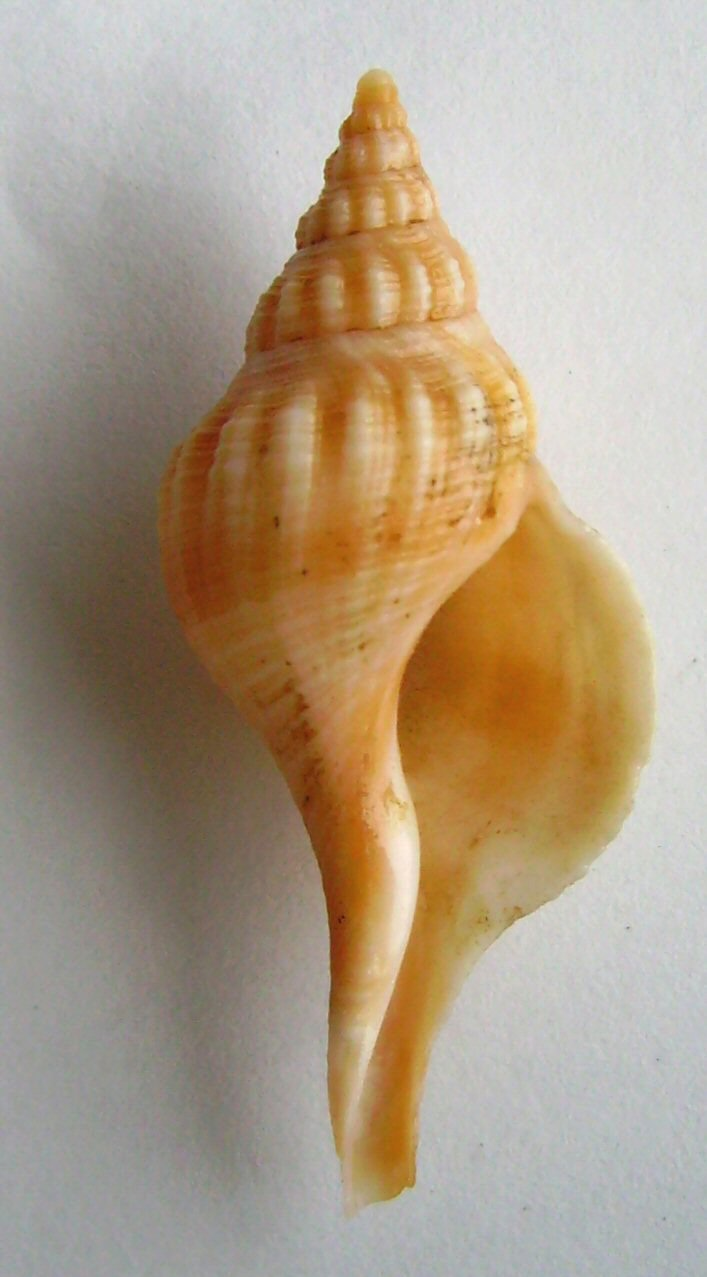
Aeneator marshalli separabilis

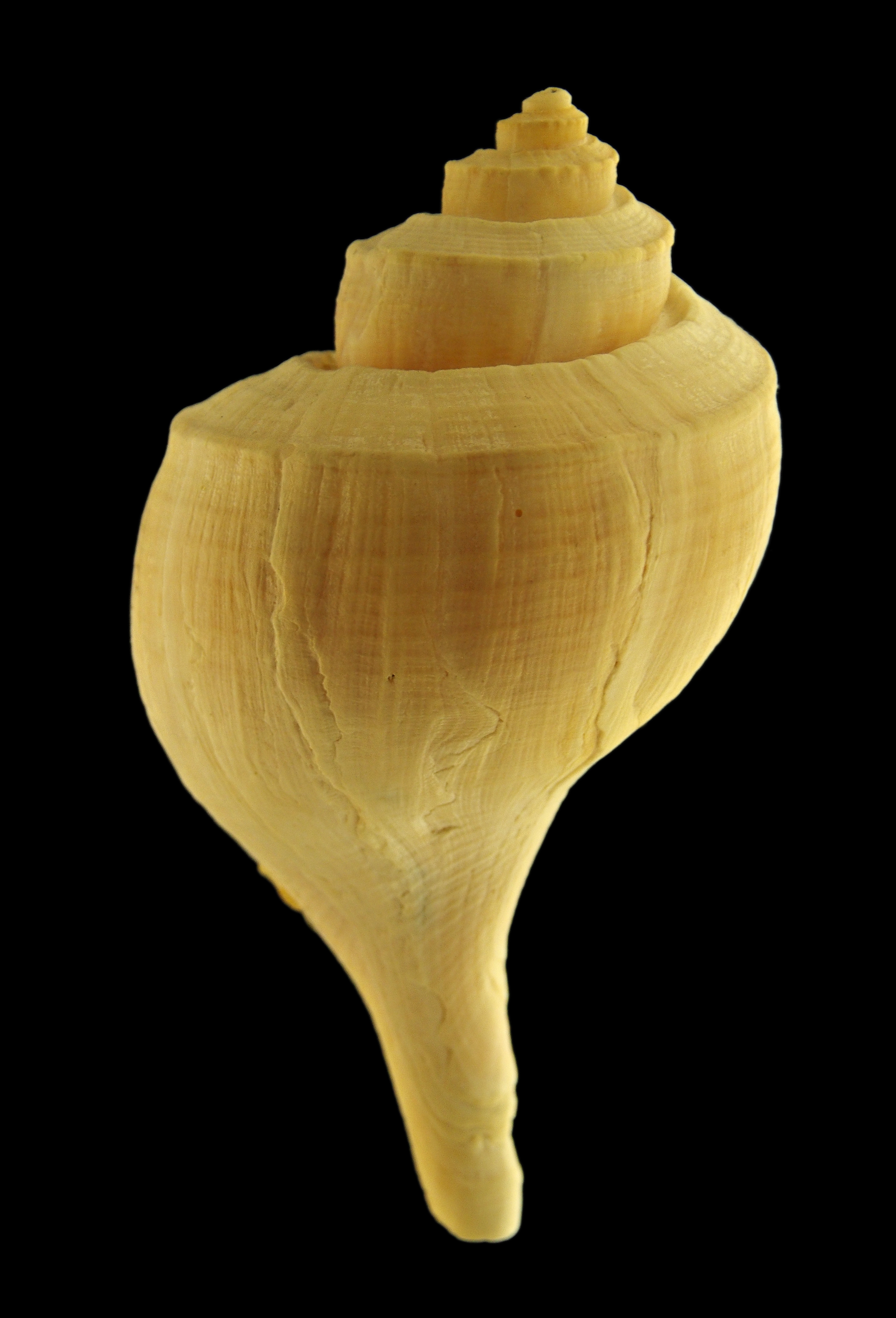
Busycotypus canaliculatus

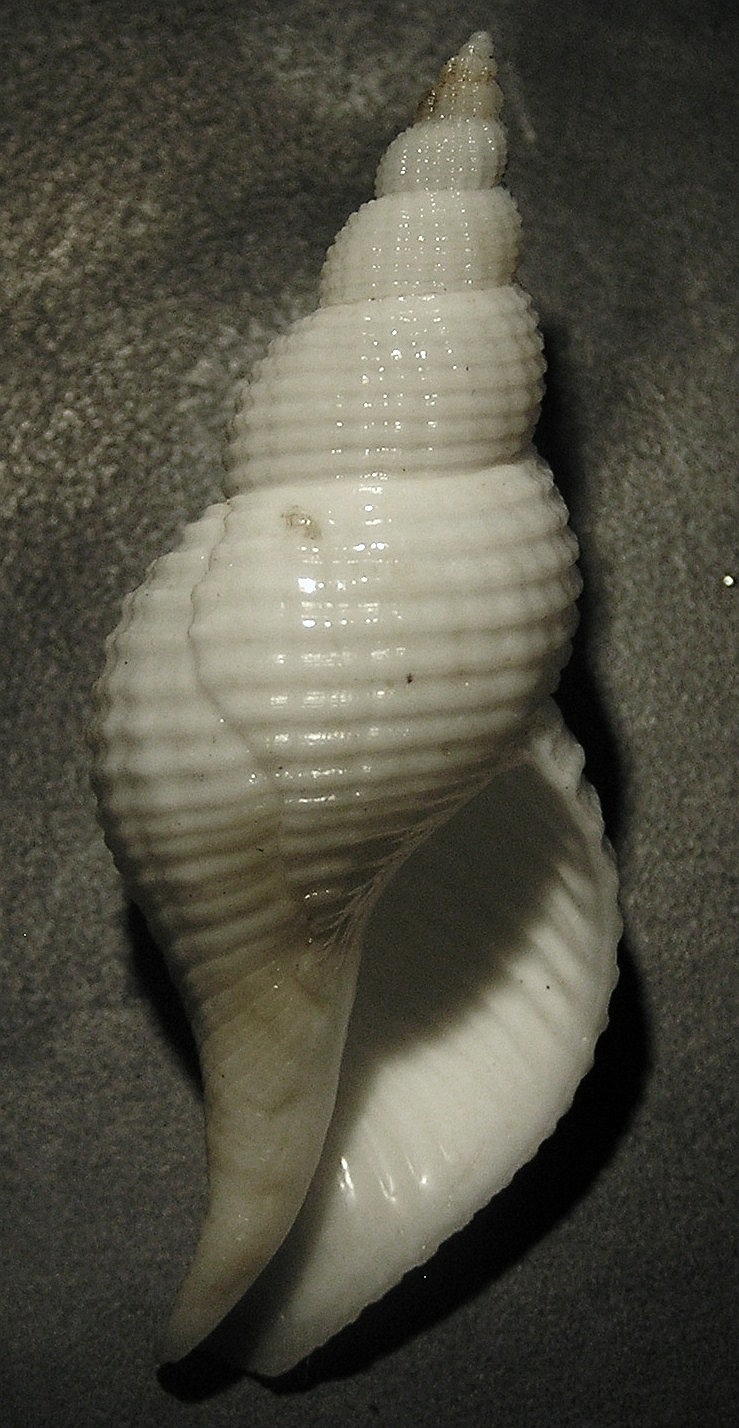
Eosipho poppei

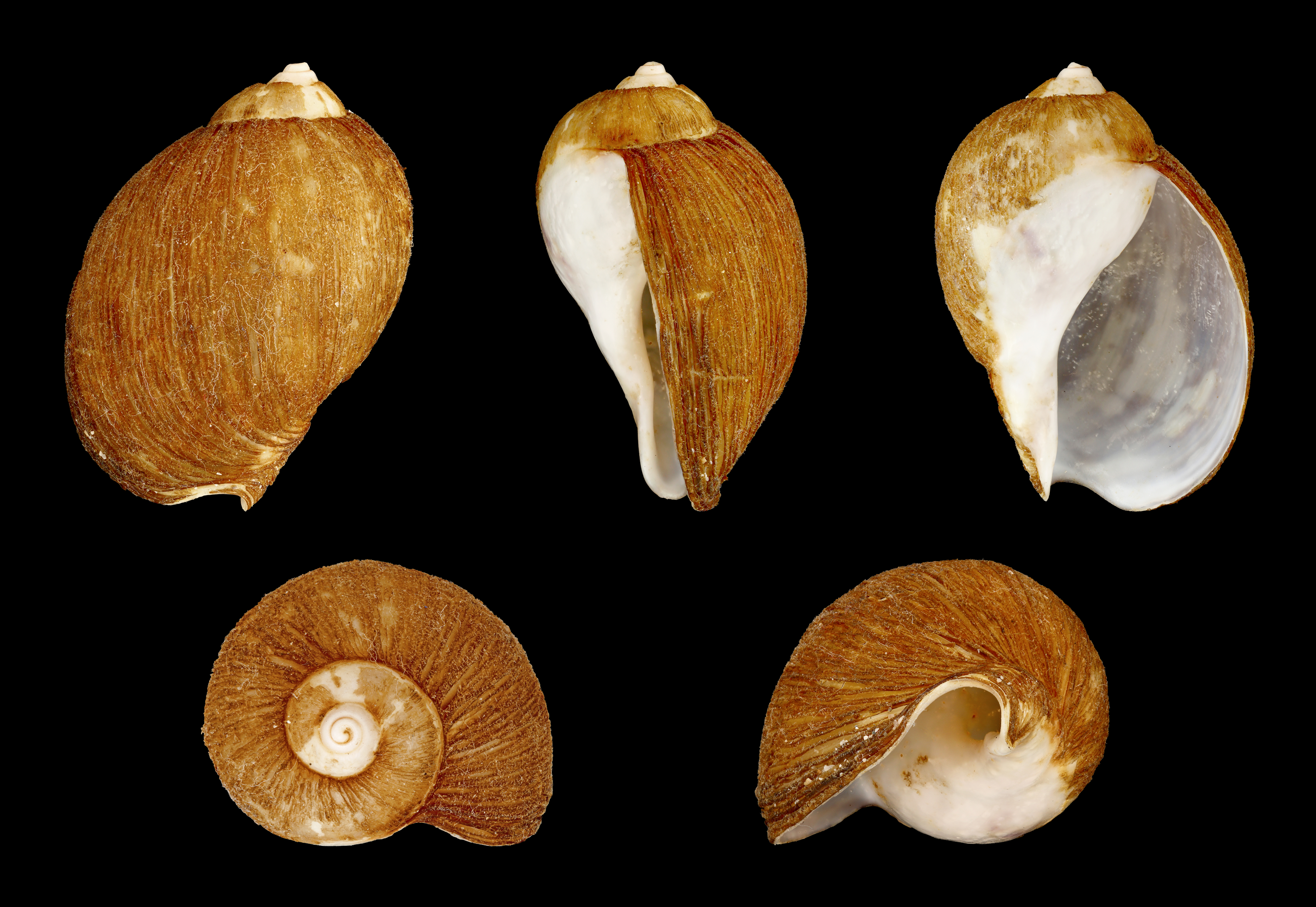
Volutharpa perryi

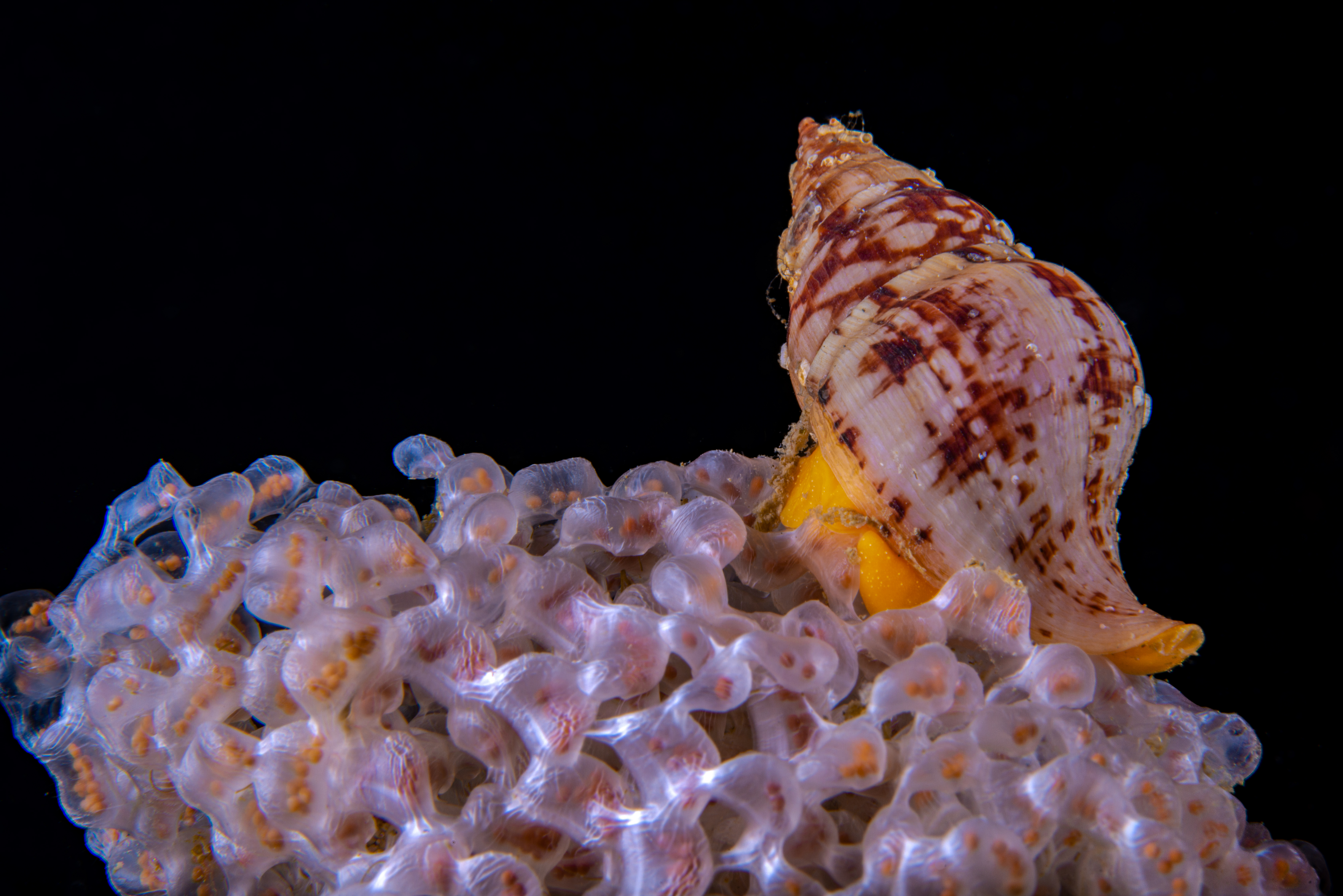
Euthria cornea in deposizione

La famiglia risulta composta da oltre 150 generi, di cui 31 fossili:
- Genere Aeneator Finlay, 1926
- Genere Afer Conrad, 1858
- Genere Afrocominella Iredale, 1918
- Genere Aidemofusus Kosyan & Kantor, 2013
- Genere Americominella Klappenbach & Ureta, 1972
- Genere Ancistrolepis Dall, 1895
- Genere Anomacme Strebel, 1905
- Genere Anomalisipho Dautzenberg & H. Fischer, 1912
- Genere Antarctodomus Dell, 1972
- Genere Antarctoneptunea Dell, 1972
- Genere Antistreptus Dall, 1918
- Genere Argeneuthria Pastorino, 2016
- Genere † Atkinsonella  Finlay, 1930
- Genere Aulacofusus Dall, 1918
- Genere † Austrocominella Ihering, 1907
- Genere Austrofusus Kobelt, 1879
- Genere Bathyancistrolepis Habe & Ito, 1968
- Genere Bathybuccinum Golikov & Sirenko, 1989
- Genere Bathydomus Thiele, 1912
- Genere Bayerius Olsson, 1971
- Genere † Belophos Cossmann, 1901
- Genere Beringius Dall, 1887
- Genere † Brachysycon  Petuch, 1994
- Genere Buccinulum Deshayes, 1830
- Genere Buccinum Linnaeus, 1758
- Genere Buccipagoda Ponder, 2010
- Genere Burnupena Iredale, 1918
- Genere Busycoarctum Hollister, 1958
- Genere Busycon Röding, 1798
- Genere Busycotypus Wenz, 1943
- Genere Calagrassor Kantor, Puillandre, Fraussen, Fedosov & Bouchet, 2013
- Genere Calliloncha Lus, 1978
- Genere Cavineptunea Powell, 1951
- Genere Chauvetia Monterosato, 1884
- Genere Chickcharnea Petuch, 2002
- Genere Chlanidota Martens, 1878
- Genere Chlanidotella Thiele, 1929
- Genere Chlanificula Powell, 1958
- Genere Clinopegma Grant & Gale, 1931
- Genere Colus Röding, 1798
- Genere Cominella Gray, 1850
- Genere † Coptochetus Cossmann, 1889
- Genere Corneobuccinum Golikov & Gulbin, 1977
- Genere † Cyrtochetus  Cossmann, 1901
- Genere † Coronafulgur  Petuch, 2004
- Genere Drepanodontus Harasewych & Kantor, 2004
- Genere Eclectofusus Fraussen & Stahlschmidt, 2013
- Genere † Egotistica Marwick, 1934
- Genere Enigmaticolus Fraussen, 2008
- Genere Eosipho Thiele, 1929
- Genere † Eosiphonalia  Ruth, 1942
- Genere † Euryochetus Cossmann, 1896
- Genere Euthrenopsis Powell, 1929
- Genere Euthria Gray, 1850
- Genere Euthriostoma Marche-Marchad & Brébion, 1977
- Genere Falsimacme Pastorino, 2016
- Genere Falsimohnia Powell, 1951
- Genere Falsitromina Dell, 1990
- Genere Fascinus Hedley, 1903
- Genere Fax Iredale, 1925
- Genere Fulguropsis  Marks, 1950
- Genere Fusinella Thiele, 1917
- Genere Fusipagoda Habe & Ito, 1965
- Genere Gaillea Kantor, Puillandre, Fraussen, Fedosov & Bouchet, 2013
- Genere Germonea Harasewych & Kantor, 2004
- Genere Glypteuthria Strebel, 1905
- Genere Godfreyena Iredale, 1934
- Genere Habevolutopsius Kantor, 1983
- Genere Helicofusus Dall, 1916
- Genere Iosepha Tenison-Woods, 1879
- Genere Janiopsis Rovereto, 1899
- Genere Japelion Dall, 1916
- Genere Japeuthria Iredale, 1918
- Genere Jerrybuccinum Kantor & Pastorino, 2009
- Genere Kelletia Bayle, 1884
- Genere † Kergipenion Fletcher, 1938
- Genere Kryptos Dautzenberg & H. Fischer, 1896
- Genere † Laevisycon  Petuch, R.F. Myers & Berschauer, 2015
- Genere Latisipho Dall, 1916
- Genere Lindafulgur  Petuch, 2004
- Genere Liomesus Stimpson, 1865
- Genere Lirabuccinum Vermeij, 1991
- Genere Loochooia MacNeil, 1961
- Genere Lusitromina Harasewych & Kantor, 2004
- Genere Lussivolutopsius Kantor, 1983
- Genere † Lyrofusus de Gregorio, 1880
- Genere Manaria E. A. Smith, 1906
- Genere Meteuthria Thiele, 1912
- Genere Micrologus Fraussen & Rosado, 2011
- Genere Mohnia Friele, 1879
- Genere Muffinbuccinum Harasewych & Kantor, 2004
- Genere † Nassicola Finlay, 1924
- Genere Neancistrolepis Habe & Sato, 1973
- Genere Neobuccinum E. A. Smith, 1879
- Genere Neptunea Röding, 1798
- Genere Nicema Woodring, 1964
- Genere † Odontobasis  Meek, 1876
- Genere Ornatoconcha Lus, 1987
- Genere † Ornopsis  Wade, 1916
- Genere Ovulatibuccinum Golikov & Sirenko, 1989
- Genere † Pangoa Marwick, 1931
- Genere Parabuccinum Harasewych, Kantor & Linse, 2000
- Genere † Paracominia Powell & Bartrum, 1929
- Genere Parancistrolepis Azuma, 1965
- Genere Pareuthria Strebel, 1905
- Genere Parficulina Powell, 1958
- Genere † Parvisipho Cossmann, 1889
- Genere Penion P. Fischer, 1884
- Genere Phaenomenella Fraussen, 2006
- Genere Plicibuccinum Golikov & Gulbin, 1977
- Genere Plicifusus Dall, 1902
- Genere † Pomahakia Finlay, 1927
- Genere Preangeria K. Martin, 1921
- Genere Probuccinum Thiele, 1912
- Genere Proneptunea Thiele, 1912
- Genere Prosipho Thiele, 1912
- Genere † Pseudofax Finlay & Marwick, 1937
- Genere Pseudoliomesus Habe & Sato, 1973
- Genere Pseudoneptunea Kobelt, 1882
- Genere Ptychosalpinx Gill, 1867
- Genere † Pyruella  Petuch, 1982
- Genere Pyrulofusus Mörch, 1869
- Genere Retifusus Dall, 1916
- Genere Retimohnia McLean, 1995
- Genere Savatieria Rochebrune & Mabille, 1885
- Genere † Searlesia Harmer, 1914
- Genere Serratifusus Darragh, 1969
- Genere Sinistrofulgur  Hollister, 1958
- Genere Siphonalia A. Adams, 1863
- Genere Spikebuccinum Harasewych & Kantor, 2004
- Genere † Spinifulgur  Petuch, 1994
- Genere Strebela Kantor & Harasewych, 2013
- Genere † Suessionia  Cossmann, 1889
- Genere Sulcosinus Dall, 1895
- Genere † Sycofulgur  Marks, 1950
- Genere † Sycopsis  Conrad, 1867
- Genere Tacita Lus, 1971
- Genere Tasmeuthria Iredale, 1925
- Genere Thalassoplanes Dall, 1908
- Genere Thermosipho Kantor, Puillandre, Fraussen, Fedosov & Bouchet, 2013
- Genere Thysanobuccinum Golikov & Gulbin in Golikov, 1980
- Genere † Tortisipho  Cossmann, 1889
- Genere Troschelia Mörch, 1876
- Genere Truncaria A. Adams & Reeve, 1850
- Genere † Turrifulgur  Petuch, 1988
- Genere Turrisipho Dautzenberg & H. Fischer, 1912
- Genere Turrivolutopsius Tiba & Kosuge, 1979
- Genere Volutharpa P. Fischer, 1856
- Genere Volutopsion Habe & Ito, 1965
- Genere Volutopsius Mörch, 1857
- Genere † Wrigleya  Glibert, 1963
- Genere † Zelandiella Finlay, 1926